# Maasim
Maasim (Bayan ng Maasim) är en kommun i Filippinerna. Kommunen ligger på ön Mindanao, och tillhör provinsen Sarangani. Folkmängden uppgår till 39 424 invånare.

## Bildgalleri

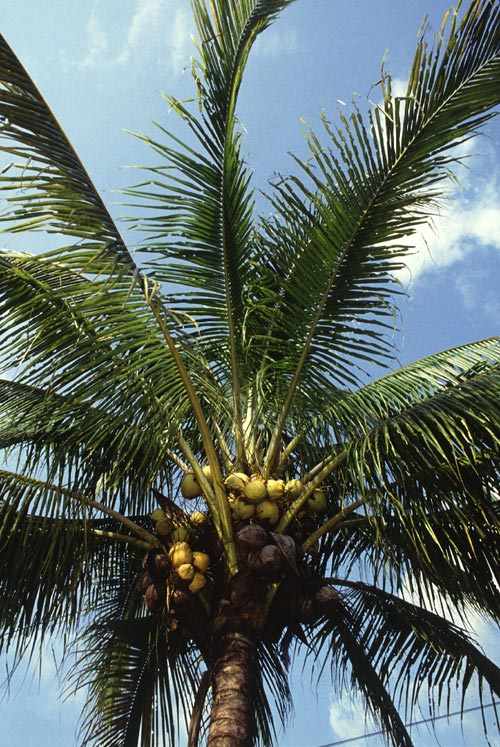
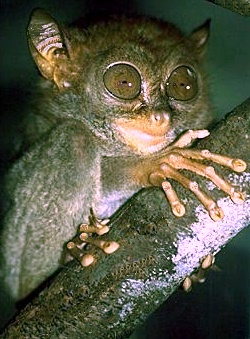

## Barangayer
Maasim är indelat i 16 barangayer.
| - Amsipit - Bales - Colon - Daliao - Kabatiol - Kablacan - Kamanga - Kanalo | - Lumasal - Lumatil - Malbang - Nomoh - Pananag - Poblacion (Maasim) - Seven Hills - Tinoto |